# 亀ヶ首発射場跡

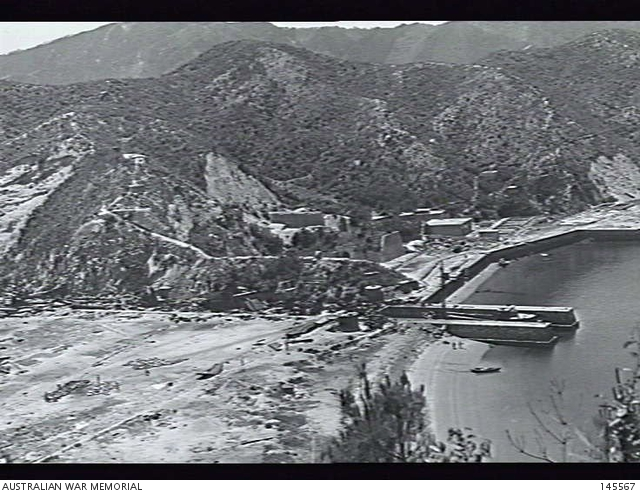
1948年BCOF撮影

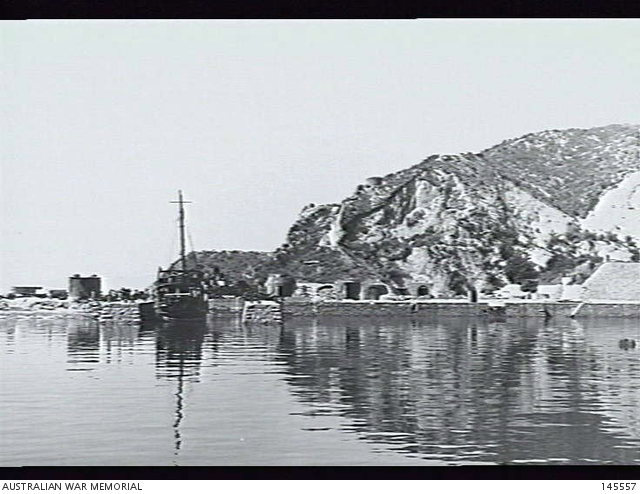
1948年BCOF撮影

亀ヶ首発射場跡（かめがくびはっしゃじょうあと）は、広島県呉市の倉橋島にあった呉海軍工廠の砲弾発射試験場の遺構。
軍事機密上、史料はあまり残っていないため不明な点が多い。現在は私有地。検定所・検測所跡などレンガ造・コンクリート造の建物やトンネル、クレーンのレール跡が残る桟橋など、いくつか遺構として残っている。また試験中亡くなった犠牲者の慰霊碑がくらはし観光ボランティアガイドの会によって建立され追悼行事が行われている。

## 沿革

### 亀ヶ首
この地で和同開珎が出土しており、古くから風待ち・潮待ちの港であったと考えられている。亀ヶ首の名も海上側からみて名付けられたとされる。源俊頼が詠んだものが残っている。
元応2年（1320年）警固役所が置かれていた記録が残る。

### 発射場
1900年（明治33年）竣工。日清戦争後のことである。元々呉海軍工廠の試射場は鍋山の麓にあったが近くに民家があり危険であったことから、周辺に障害物がなく機密が守りやすい亀ヶ首へ移設したとされる。
以下呉戦災を記録する会がまとめた略歴を中心に記す。
- 1901年（明治34年） : 速射砲の試験実施[7]
- 1904年（明治37年） : 東南方へ大砲発射試験[7]
- 1904年-1905年（明治37-38年） : 新設工事[7]
- 1915年（大正4年） : 発射場との境界線確定、標柱設置[7]
- 1917年（大正6年）
  - 第16回発射実験で安式3インチ砲閉鎖機が事故、4人死傷[7]
  - 皇太子裕仁親王（のち昭和天皇）呉工廠や試射場を見学、巨砲試射実施[7]
- 1918年（大正7年） : 増備工事[7]
- 1921年（大正10年） : （ワシントン海軍軍縮条約締結、新造休止により呉工廠内で整理が行われたが研究部門は逆に推進）[7]
- 1923年（大正12年）
  - 呉工廠砲熕実験部が設立、試射場がその管轄となる[7]
  - 土佐（加賀型戦艦、軍縮条約により建造中止）の実験射撃実施[7]
  - 増築工事、大口径試験砲架給弾薬装置の据付[7]
- 1924年（大正13年）
  - 土佐を標的とする射撃実験、水中弾研究が始まりのち九一式徹甲弾開発に至る[7]
  - 漁民が経済的損失が大きくなったとして呉鎮に陳情[7]
- 1926年（昭和2年）
  - 時計式信管の爆発事故[7]
  - 毒ガス弾の円筒内実験[7]
- 1930年-1931年（昭和5年-6年）: 改造工事[7]
- 1932年（昭和7年） : 由利島観測所（右図B4）用地買い入れ、大和型の46cm砲試射の大射線用[7]
- 1933年（昭和8年）
  - 日進を標的とする各種の砲撃実験[7]
  - 諸実験のため1ヶ月20日間の区域内入漁禁止[7]
- 1933年-（昭和8年-） : 大改築工事計画が始まる[7]
- 1938年（昭和13年） : 大和主砲の性能試験[7]

戦後、1945年9月から1946年2月まで米海軍訪日技術使節団が大砲試験を行い、破壊する。のちに中四国地方を管轄したイギリス連邦占領軍(BCOF)もここで作業している。なお試験資料はアメリカへ持ち帰っており、その一つである26インチ装甲板が現在アメリカ海軍国立博物館で屋外展示されている。
2006年くらはし観光ボランティアガイドの会が慰霊碑を建立する。2020年日本遺産に追加登録される。

## 施設
|  | 750 m · Q基地 · ↓ ← 松ヶ浦試射場 ← 北試射場 西試射場 → · ↑ · 東試射場 · 本射場 · ↓ 大迫 2003年国土交通省 国土地理院 地図・空中写真閲覧サービスの空中写真を基に作成 |

倉橋島の東端に位置する小さな半島内にある。所属は呉海軍工廠砲熕実験部で、大艦巨砲主義の中で拡張し、本試射場、東・西・北試射場、松ヶ浦試射場の5つの試射場からなる。南東側は斎灘で大きく開かれた海域であり、その向こうが四国愛媛県になる。逆に西側の大迫集落から山で隔てられている。試射場には桟橋が設けられ呉工廠から船で物資を運んでいたという。
砲弾の初速測定試験や水中弾道実験などが行われた。従事していた人物の証言によると、山側に設けた標的を向けて、大砲は南東の海側に向けて撃っていた。大和型戦艦（大和や武蔵）の46センチ主砲の性能テストもここで行われた。大和主砲の性能テストの際、衝撃で北西約1.5kmの民家の障子紙が吹き飛んだとする逸話が残っている。また毒ガス弾（陸軍大久野島製ではなく相模海軍工廠製）の実験が行われていたとの証言もある。
軍事機密上、史料はあまり残っていないため不明な点が多い。事故で亡くなったものもおり、倉橋町史によると1908年から1917年の間で7人が亡くなっている。
なお大迫集落の北側の海岸はQ基地とよばれ、特殊潜航艇大浦突撃隊大迫支隊が駐屯していた。

## 交通
- 道路状況から陸路で近づくことが難しい[2]。
- くらはし観光ボランティアガイドの会によってクルージングと跡地見学をセットにしたツアーが計画されている[2]。